# Tsurune
Tsurune (jap. ツルネ -風舞高校弓道部- Tsurune: Kazemai kōkō kyūdō-bu) – seria light novel napisana przez Kotoko Ayano i zilustrowana przez Chinatsu Morimoto, publikowana od grudnia 2016 nakładem studia Kyoto Animation.
Na jej podstawie Kyoto Animation wyprodukowało serial anime, który był emitowany od października 2018 do stycznia 2019. W sierpniu 2022 premierę miał film kompilacyjny. Drugi sezon emitowano od stycznia do marca 2023.

## Fabuła
Minato Narumiya należał do gimnazjalnego klubu kyūdō, dopóki pewien incydent podczas ostatniego turnieju nie spowodował, że postanowił na dobre rzucić łucznictwo. Kiedy rozpoczyna naukę w liceum, jego przyjaciele z dzieciństwa Seiya Takehaya i Ryōhei Yamanouchi próbują nakłonić go do dołączenia do licealnego klubu kyūdō, ale on odmawia. Jednak spotkanie z tajemniczym mężczyzną na strzelnicy łuczniczej w świątyni shintō inspiruje Minato do ponownego zajęcia się łucznictwem. Minato dołącza do Klubu Kyūdō Liceum Kazemai i wraz ze swoimi starymi przyjaciółmi oraz nowymi kolegami z drużyny, Nanao Kisaragim i Kaito Onogim, dążą do wygrania turnieju prefekturalnego.

## Bohaterowie

### Liceum Kazemai
- Minato Narumiya (jap. 鳴宮湊 Narumiya Minato)

Seiyū: Yūto Uemura 
- Seiya Takehaya (jap. 竹早静弥 Takehaya Seiya)

Seiyū: Aoi Ichikawa 
- Ryōhei Yamanouchi (jap. 山之内遼平 Yamanouchi Ryōhei)

Seiyū: Ryōta Suzuki 
- Nanao Kisaragi (jap. 如月七緒 Kisaragi Nanao)

Seiyū: Shōgo Yano 
- Kaito Onogi (jap. 小野木海斗 Onogi Kaito)

Seiyū: Kaito Ishikawa 
- Rika Seo (jap. 妹尾 梨可 Seo Rika)

Seiyū: Yō Taichi 
- Noa Shiragiku (jap. 白菊 乃愛 Shiragiku Noa)

Seiyū: Ayaka Nanase 
- Yūna Hanazawa (jap. 花沢 ゆうな Hanazawa Yūna)

Seiyū: Miyuri Shimabukuro 
- Tomio Morioka (jap. 森岡 富男 Morioka Tomio)

Seiyū: Katsumi Suzuki 
- Masaki Takigawa (jap. 滝川 雅貴 Takigawa Masaki)

Seiyū: Shintarō Asanuma 

### Liceum Kirisaki
- Shū Fujiwara (jap. 藤原 愁 Fujiwara Shū)

Seiyū: Kenshō Ono 
- Daigo Sase (jap. 佐瀬 大悟 Sase Daigo)

Seiyū: Yū Miyazaki 
- Senichi Sugawara (jap. 菅原 千一 Sugawara Senichi)

Seiyū: Yūsuke Kobayashi 
- Manji Sugawara (jap. 菅原 万次 Sugawara Manji)

Seiyū: Kōhei Amasaki 
- Hiroki Motomura (jap. 本村 広樹 Motomura Hiroki)

Seiyū: Takuma Terashima 

### Liceum Tsujimine
- Eisuke Nikaidō (jap. 二階堂 永亮 Nikaidō Eisuke)

Seiyū: Jun Fukuyama 
- Kōshirō Fuwa (jap. 不破 晃士郎 Fuwa Kōshirō)

Seiyū: Takayuki Kondō 
- Tōma Higuchi (jap. 樋口 柊馬 Higuchi Tōma)

Seiyū: Yūya Hirose 
- Reiji Aragaki (jap. 荒垣 黎司 Aragaki Reiji)

Seiyū: Yūichirō Umehara 
- Kenyū Ōtaguro (jap. 大田黒 賢有 Ōtaguro Kenyū)

Seiyū: Yōhei Azakami 

## Light novel
Seria ukazuje się od 26 grudnia 2016 nakładem studia Kyoto Animation. Według stanu na 19 sierpnia 2022, do tej pory wydano 3 tomy.
| Nr | Data wydania (język japoński) | ISBN (język japoński)  |
| -- | ----------------------------- | ---------------------- |
| 1  | 26 grudnia 2016               | ISBN 978-4-907064-59-4 |
| 2  | 9 lutego 2018                 | ISBN 978-4-907064-77-8 |
| 3  | 19 sierpnia 2022              | ISBN 978-4-910052-29-8 |

## Anime
Adaptacja w formie telewizyjnego serialu anime miała pierwotnie mieć premierę 15 października, ale ze względów organizacyjnych serial był emitowany od 22 października 2018 do 21 stycznia 2019 na antenie NHK. Seria została wyprodukowana przez studio Kyoto Animation i wyreżyserowana przez Takuyę Yamamurę. Scenariusz napisała Michiko Yokote, postacie zaprojektowała Miku Kadowaki, a muzykę skomponowała Harumi Fūki. Nieemitowany 14. odcinek został pokazany podczas wydarzenia 3 marca 2019, a następnie wydany na Blu-ray/DVD 1 maja 2019. Prawa do streamingu serii nabył Crunchyroll.
22 października 2020 ujawniono, że seria otrzyma film anime. Film, zatytułowany Gekijōban Tsurune: Hajimari no issha (jap. 劇場版ツルネ -はじまりの一射-), miał premierę w Japonii 19 sierpnia 2022. Produkcja jest kompilacją pierwszego sezonu anime uzupełnioną o nowe sceny.
W dniu premiery filmu ogłoszono, że serial otrzyma drugi sezon z podtytułem Tsunagari no issha (jap. つながりの一射), a Yamamura powróci jako reżyser. Emisja rozpoczęła się 5 stycznia i zakończyła 30 marca 2023.

### Ścieżka dźwiękowa
| Seria          | Tytuł                          | Wykonawcy | Źródło   |
| Czołówka       | Czołówka                       | Czołówka  | Czołówka |
| -------------- | ------------------------------ | --------- | -------- |
| 1              | „Naru”                         | Luck Life | [ 13 ]   |
| 2              | „°C”                           | Luck Life | [ 14 ]   |
| Napisy końcowe |                                |           |          |
| 1              | „Orange-iro” (jap. オレンジ色) | ChouCho   | [ 15 ]   |
| 2              | „Hitominaka” (jap. ヒトミナカ) | Tei       | [ 14 ]   |